# Lijst van rivieren in Washington D.C.
Dit is een lijst van rivieren in Washington D.C.
- Anacostia
- Broad Branch
- Fenwick Branch
- Fort Dupont Tributary
- Foundry Branch
- Hickey Run
- Lower Beaverdam Creek
- Maddox Branch
- Oxon Creek
- Pinehurst Branch
- Piney Branch
- Pope Branch
- Potomac
- Rock Creek
- Stickfoot Branch
- Tiber Creek (Goose Creek)
- Watts Branch

Alabama · Alaska · Arizona · Arkansas ·  Californië · Colorado · Connecticut · Delaware · Florida · Georgia · Hawaï · Idaho ·  Illinois · Indiana · Iowa · Kansas · Kentucky · Louisiana · Maine · Maryland · Massachusetts · Michigan · Minnesota · Mississippi · Missouri · Montana · Nebraska · Nevada · New Hampshire · New Jersey · New Mexico · New York ·  North Carolina · North Dakota · Ohio · Oklahoma · Oregon · Pennsylvania · Rhode Island · South Carolina · South Dakota · Tennessee · Texas · Utah · Vermont · Virginia · Washington (staat) · Washington D.C. · West Virginia · Wisconsin · Wyoming